# 제목학원
제목학원 (題目學院) 은 본래 유머 자료를 올리는 사이트에서 흔히 쓰인 말이다.

## 개요
엄청나게 적절한 제목을 달아서 감탄이 절로 나오는 제목의 경우 '제목학원 수료하셨네요', '글쓴이 제목학원 졸업생' 등의 댓글이 달렸다. 제목학원이란 앱은 pley스토어에서 다운을 받을수있다. 어떤사용자가 사진을 올리면 또다른 사용자들이 사진에 어울리는 제목을단다,그러고 재미있으면 별을줄 수 있다 (최소1개~최대3개) 그러고 별을많이받으면 우수작이란걸간다. (그러면 제목학원 유튜브에서 나올수도 있다) 그리고 우수작을가면 그것이 짤이 된다.

## 같이 보기
- 짤툰
- 보케테 - 일본의 유머 사이트